# Galaasiya
Galaasiya (in uzbeco Gallaosiyo) è il capoluogo del distretto di Bukhara della regione di Bukhara, in Uzbekistan. Si trova circa 15 km a nord di Bukhara a un'altitudine di 231 m s.l.m., aveva 11.600 abitanti al censimento del 1989 e una popolazione stimata di 16.844 abitanti per il 2010.